# Finzione

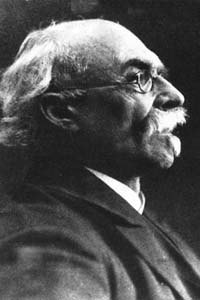
Hans Vaihinger

Il concetto di finzione si trova alla base della corrente filosofica del finzionalismo dove la finzione assume il valore utilitario e pratico di voler credere che a fronte di certe idee o principi astratti vi sia una corrispondenza con la realtà. Per questo si sostiene che la finzione non sia qualcosa di totalmente diverso dalla realtà ma che sia piuttosto un risvolto, una delle forme attraverso cui il reale si mostra.
Il termine "finzione" (dal latino fictio) nel linguaggio comune si usa come  sinonimo di falsità, menzogna, inganno, sotterfugio, ma in termini positivi, si riferisce anche all’attività del costruire, formare, strutturare, elaborare e, inoltre, pensare, immaginare, supporre, ideare, inventare: tutti termini che esaltano la creatività. È quest'ultimo valore di dare forma alla realtà che assume il concetto di finzione elaborato dal filosofo tedesco neokantiano Hans Vaihinger (1852-1933) nell'opera Die Philosophie des Als Ob ("La filosofia del come se"-1911) . 
Nella storia della filosofia si sono alternate interpretazioni filosofiche per le quali si ritiene come la scuola sociologica del costruttivismo, che ogni visione della realtà è fondamentalmente una costruzione di se stessa e che una sicura distinzione tra fatti e finzione è impossibile e, al contrario, come la filosofia del naturalismo che sostiene che la realtà può essere rintracciata sotto il velo di Maia della finzione fenomenica o che la verità può essere accertata dall'utilità che accompagna la finzione.
Il dibattito tra realtà e finzione  si è avvalso di esempi che dimostravano come addirittura attraverso la finzione si potesse arrivare a dimostrare una verità indiscutibile. Questo è stato il caso di Cartesio che fingerà di credere che esista un genio maligno capace d'ingannarlo su tutto ma che non potrà togliergli la certezza che egli pensa di essere ingannato e se pensa allora esiste.
Il dibattito filosofico si è chiesto se dalla finzione può derivare una realtà quando come pensano i realisti tutto può essere considerato come reale. Certo nella narrazione letteraria, ad esempio, alcuni personaggi possono essere considerati come frutto di fantasia ma questo vuol dire che Madame Bovary, descritta realisticamente da Gustave Flaubert sia meno reale della contemporanea figura storica di Luigi Filippo? Secondo Kendall Lewis Walton fingere non sempre vuol dire ingannare: nel leggere la storia di Madame Bovary mettiamo in atto un "coinvolgimento immaginativo"  nel senso che facciamo finta che il personaggio sia reale senza voler ingannare alcuno.

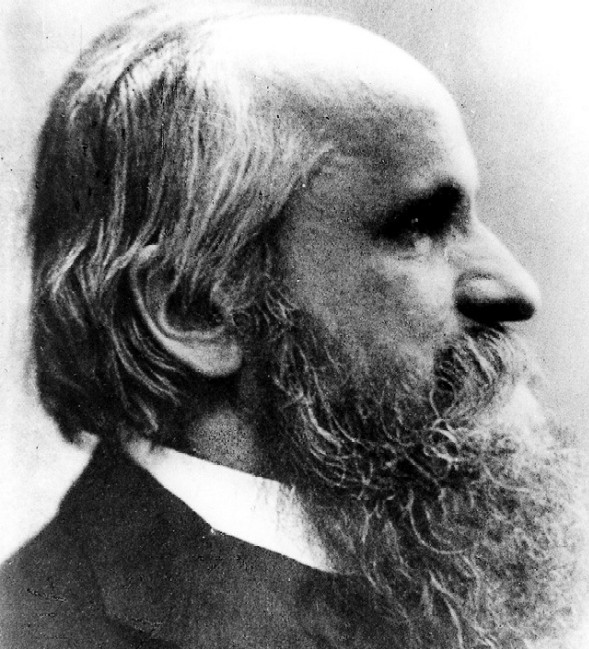
Alexius Meinong

Nella sua Über Gegenstandstheorie ("Sulla Teoria degli Oggetti", (1904) e nei i suoi studi di logica deontica, basati sulla teoria degli oggetti inesistenti Alexius Meinong (1853-1920) sostiene che sia possibile pensare ad un oggetto, quale la montagna d'oro, che pure non esiste come un oggetto reale nel mondo esterno ma ciò che può essere oggetto del conoscere non ha affatto bisogno di esistere: le figure di cui tratta la geometria ovviamente non esistono e tuttavia si possono verificare le loro proprietà (il loro essere in quel modo). 
A questa tesi si oppongono gli antirealisti o eliminativisti che sostengono invece che noi fingiamo che esistano gli enti, le metodologie o i concetti di qualsiasi scienza che invece debbono essere eliminati completamente su tutti i livelli (ontologico, epistemologico e concettuale), e di fatto accettati e studiati solo da una scienza "più fondamentale", mettendo da parte però ogni previa ipotesi. Dobbiamo quindi distinguere la semantica, che tratta di oggetti di finzione parafrasati, dall'ontologia che deve stabilire l'essere, la realtà.
Con Benedetto Croce ci si domanda se in fondo anche la storia, che dovrebbe essere narrazione di fatti reali, non sia in fondo una finta rappresentazione della realtà tanto che questa disciplina potrebbe essere ricondotta sotto il concetto generale dell'arte . Non c'è dubbio, ad esempio, che gli storici romani della parte senatoria e quelli della parte imperiale descrissero gli stessi avvenimenti storici reali interpretandoli però secondo un loro mondo fittizio di valori politici e morali contrastanti. 

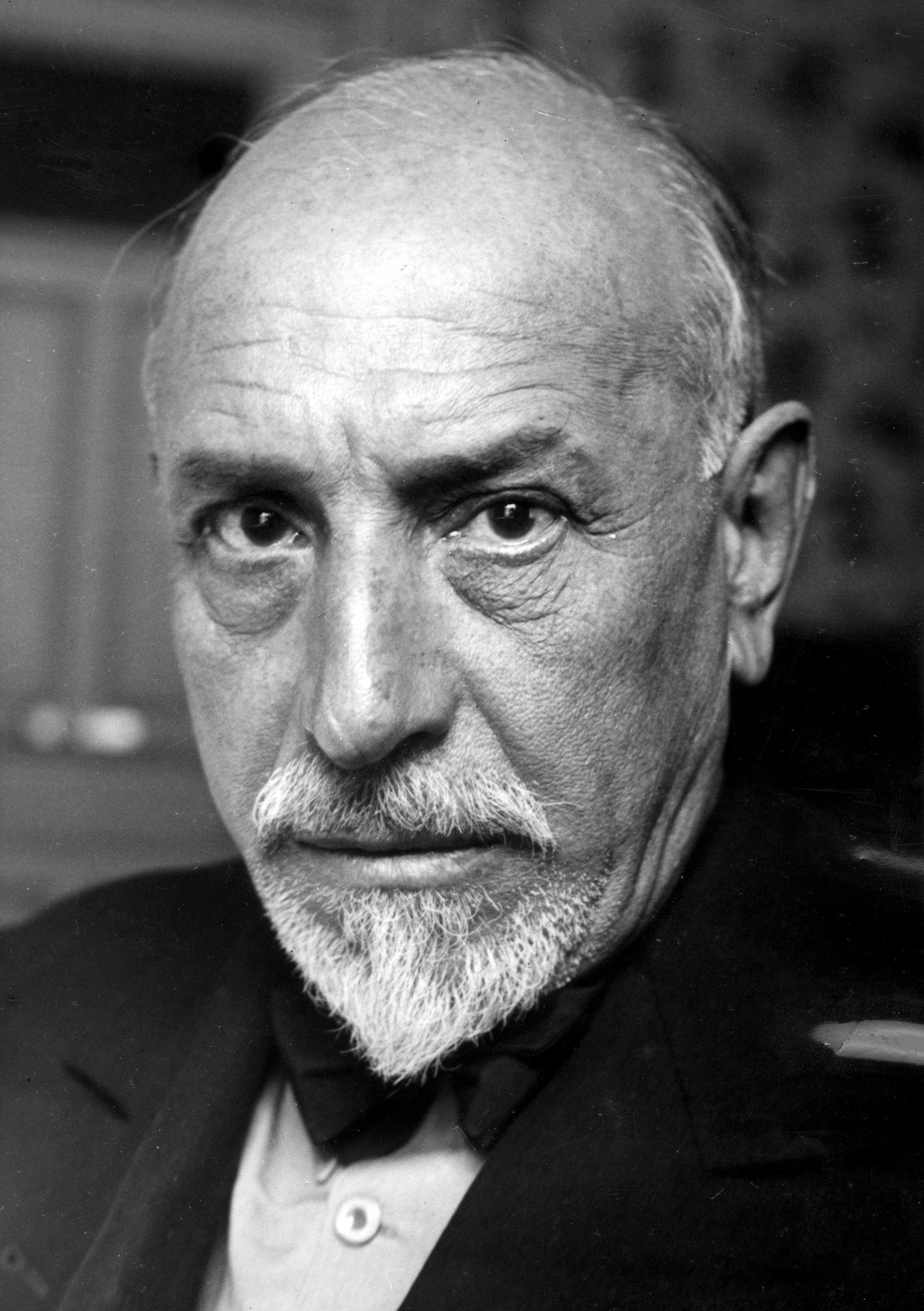
Luigi Pirandello

Nell'arte teatrale può essere considerato Luigi Pirandello il maggiore rappresentante di quella finzione che maschera e sovrasta in ogni individuo la reale personalità al punto che questa non esiste più poiché continuamente mutevole a seconda degli interlocutori con cui ci si confronta. 
Il mondo dell'arte scenica dimostra chiaramente il valore della finzione da cui paradossalmente nascono sentimenti reali. Di fronte ai finti eventi rappresentati dalla tragedia o dalla commedia i greci antichi si posero la questione se anche il pianto o il riso che provavano gli spettatori fossero finti o reali. Aristotele non dubita della realtà dei sentimenti che nella sua Poetica spiega con la catarsi intesa come reale liberatorio distacco dalle passioni tramite le forti vicende rappresentate sulla scena dalla tragedia.
«Noi proviamo piacere a vedere le immagini le più precise delle cose la vista delle quali è dolorosa nella realtà, come gli aspetti di animali i più ripugnanti e dei cadaveri». Per esempio lo spettatore sarà terrorizzato nel vedere una madre che massacra i propri figli, come fa Medea nell'omonima tragedia, ma egli vedrà lo spettacolo con piacere poiché sa di provare emozioni reali determinate dalla finzione della stessa rappresentazione teatrale.
Infine secondo il filosofo australiano John Leslie Mackie (1917-1981)  nell'ambito della finzione vanno riportate anche le proprietà morali. Non esiste bene o male in natura, i concetti di bontà e cattiveria non si formano attraverso la sensibilità ma sono inventati da noi che li adottiamo perché sono utili a distinguere una materialità che non presenta mai una netta separazione tra vero e falso, tra finzione e realtà.